# Hörspielpreis der Akademie der Künste
Der Hörspielpreis der Berliner Akademie der Künste war ein Hörspielpreis, der zum Abschluss der Woche des Hörspiels von einer fünfköpfigen Publikumsjury vergeben wurde. Wegen seiner Trophäe, einem stilisierten Kopf mit einem Lautsprecher als Ohr, wurde er auch als „Lautsprecher“ bezeichnet.

## Preisträger
- 1986: Marguerite Duras: Savannah Bay, Regie: Georges Peyrou (SFB/DRS)
- 1987: Alfred Behrens: Der Augenblick des Verlangens, Regie: der Autor und Manfred Herold (NDR/SR)
- 1988: kein Preis vergeben
- 1989: Heiner Müller, Heiner Goebbels: Wolokolamsker Chaussee 1–5, Regie: Heiner Goebbels (SWF/BR/HR), Karl-Sczuka-Preis, Prix Futura
- 1990: Theodor Weißenborn: Der Sündenhund, Regie: Ulrike Brinkmann (RIAS)
- 1991: Pierre Klossowski: Roberte und Gulliver, Regie: Norbert Schaeffer (SWF)
- 1992: Simone Schneider: Roter Stern, Regie: Ulrich Gerhardt (BR/SFB)
- 1993: Peter Wawerzinek: Nix, Regie: Barbara Schäfer (SFB/DS-Kultur), Hörspiel des Monats März 1993
- 1994: Patricia Görg: Zoo, Regie: Hans Gerd Krogmann (SWF/RB)
- 1995: Marianne Weil: Dem (d)eutschen (V)olke oder So klang der Kalte Krieg, Regie: Marianne Weil und Stefan Dutt (SR/SFB)
- 1996: Vladimir Sorokin: Hochzeitsreise, Regie: Walter Adler (SDR)
- 1997: Hermann Bohlen: Prozedur 7.0.0, Regie: der Autor (SFB)
- 1998: Lothar Trolle: Annas zweite Erschaffung der Welt oder Die 81 Minuten des Fräulein A., Regie: Jörg Jannings (SDR/DLR)
- 1999: Walter Filz: Resonanz Rosa – Eine Frau hört mehr, Regie: der Autor (WDR)
- 2000: David Gieselmann: Blauzeugen, Regie: Christoph Kalkowski (DLR), Hörspiel des Monats März 2000
- 2001: Falk Richter: Nothing hurts – Szenen und Samples, Regie: Antje Vowinckel (SWR)
  - Igor Bauersima: Norway.today, Regie: Norbert Schaeffer (DLR), Lobende Erwähnung
- 2002: Horst Hussel: Musik aus Gägelow, Regie: Ulrich Gerhardt (DLF/SWR)
  - Volker Braun: Das Wirklichgewollte, Regie: Jörg Jannings (SFB/ORB), Lobende Erwähnung
- 2003: Bernward Vesper: Die Reise, Regie: Klaus Buhlert (HR)
- 2004: keine Woche des Hörspiels
- 2005: keine Woche des Hörspiels
- 2006: keine Woche des Hörspiels
- 2007: Stephan Krass: Ponderabilien – ein Hör/Spiel mit Worten und Werten, Regie: Ulrich Lampen (SWR)
  - Tetsuo Furudate: Motome-Zuka / Der Grabhügel, Regie: der Autor (DLR), Lobende Erwähnung